# Толкование на Апокалипсис
Толкование на Апокалипсис, или Комментарий на Апокалипсис (лат. Commentaria in Apocalypsin) — теологический труд, написанный в VIII веке католическим испанским монахом и теологом Беатом Лиебанским (730—785), а также скопированные с него и проиллюстрированные рукописи X—XIII веков, известные как беатусы (лат. Beatus).

## История и описание

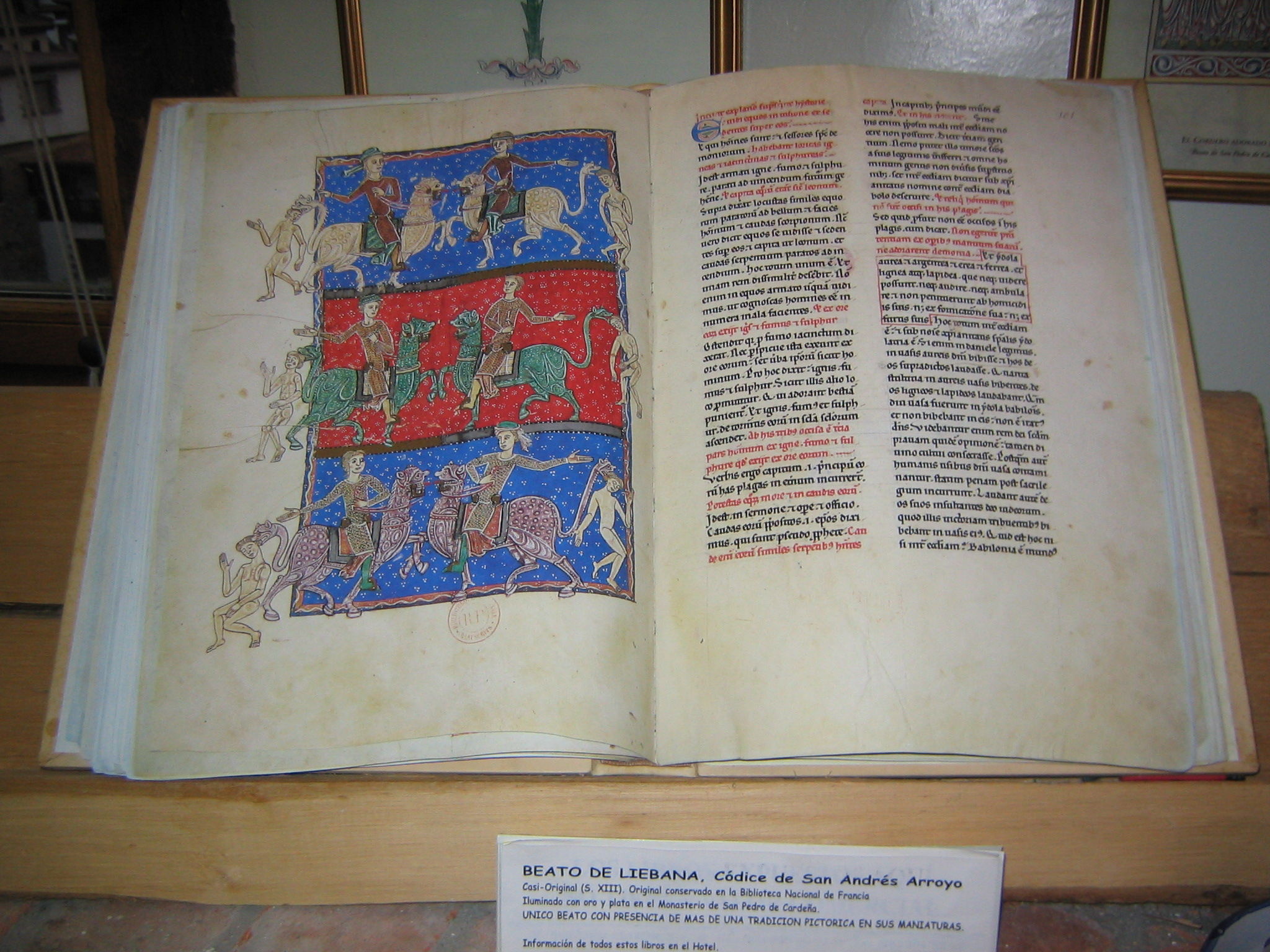
Беатус из Арройо, XIII век

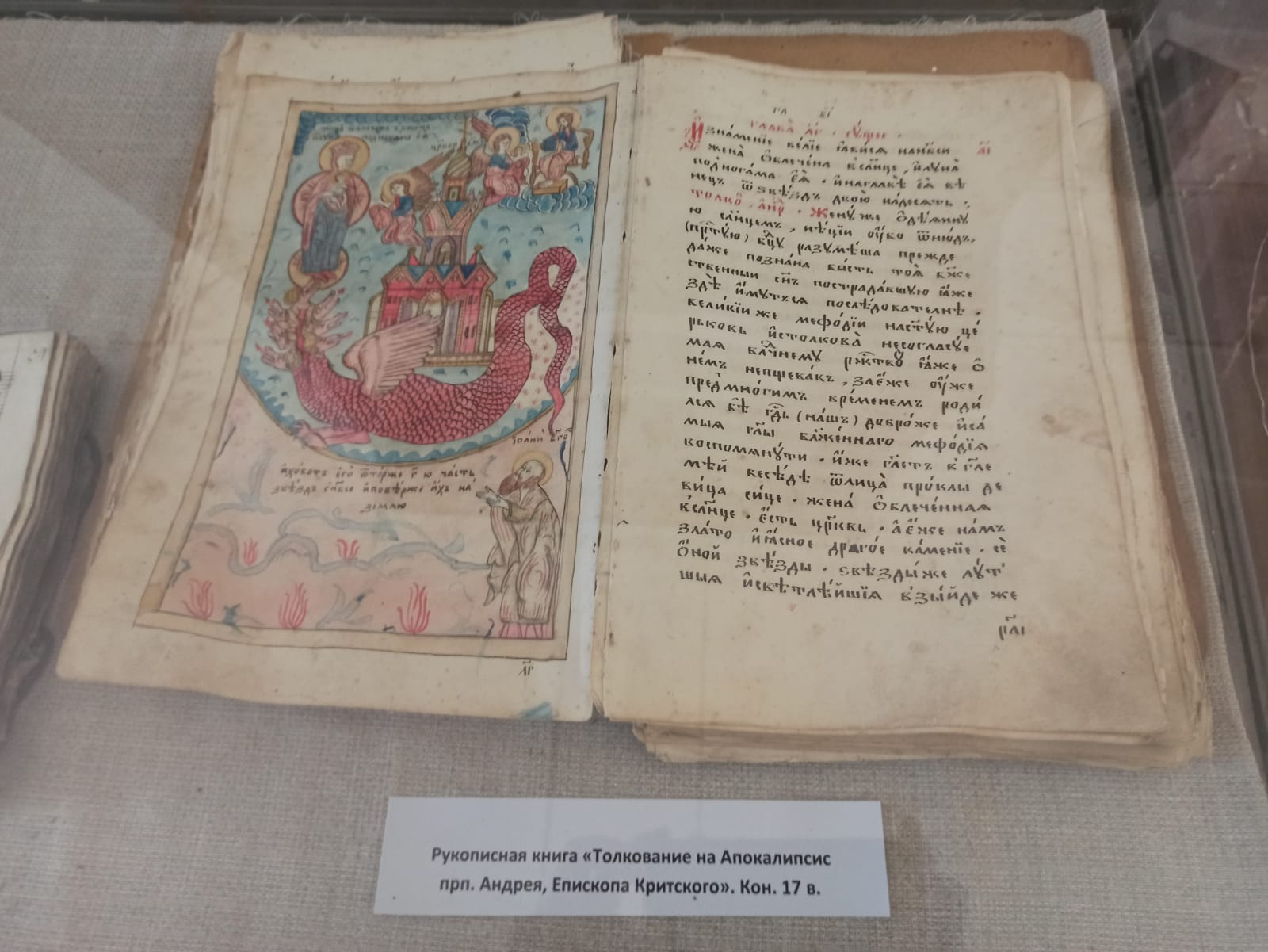
«Толкование на Апокалипсис» преподобного Андрея Критского, церковнославянский список конца XVII века

«Толкование на Апокалипсис» представляет собой комментарий к новозаветному Апокалипсису или Книге Откровений. Название также может относиться к любому из рукописных списков этого произведения, известных также под общим названием беатусы. Беатусы имеют важное историческое значение, поскольку в них сохранилось подобие карт мира, дающее некоторое представление о географическом понимании послеримского мира.
Книга состоит из нескольких прологов (которые различаются в разных рукописях) и одного длинного обобщающего раздела (лат. Summa Dicendum), за которыми следуют первая книга, введение ко второй книге и 12 книг собственно комментариев, некоторые из которых довольно длинные, а некоторые очень короткие. Из текста посвящения за авторством самого Беата Лиебанского следует, что книга должна была стать своеобразным учебником для монахов.
Произведение построено вокруг отрывков из более ранних толкований Апокалипсиса и ссылок на Тихония (в настоящее время в основном утерянных), святого Примасия из Хадруметума, святого Цезария из Арля, святого Апрингия из Бежи и многих других. Также присутствуют выдержки из текстов «Отцов церкви»: святого Исидора Севильского, Августина Гиппопотама, Амвросия Миланского, Иринея Лионского, папы Григория I и святого Иеронима Стридонского.
Некоторые рукописи включают в себя комментарии из книг пророков Иезекииля и Даниила, генеалогические таблицы и многое другое, однако они не являются обязательными.

## Значение
Падение Королевства Толедо в 711 году оставило большую часть Пиренейского полуострова в руках мусульманских завоевателей. Христианам при короле Пелайо удалось основать королевство на северном побережье, защищенное Кантабрийскими горами. Беат Лиебанский в то время жил в кантабрийской долине Лиебана. С недавним завоеванием Пиренейского полуострова Апокалипсис и его символика приобрели иное значение. Зверь, который раньше считался олицетворением Римской империи, теперь стал халифатом, а Вавилон был уже не Римом, а Кордовой.
Комментарий Беата Лиебанского на Апокалипсис фокусируется на безгрешности христианской церкви. Упоминаются преследования со стороны язычников и еретиков, но больше всего внимания Беат Лиебанский уделяет преследованиям со стороны других членов церкви. Утверждается, что всё связанное с критикой евреев в Библии имеет определённое влияние на современное для автора время и рассматривается как критика христиан, особенно монахов, а многое из того, что говорится о язычниках, толкуется как критика христиан. Мусульмане почти не упоминаются, за исключением упоминаний еретиков. 
Откровение Иоанна Богослова — это книга о проблемах церкви и христианского общества на протяжении многих веков, а не о всемирной истории как таковой.

## Рукописи
До наших дней дошли только 35 рукописей «Комментария на Апокалипсис». 16 из них представлены ниже:

### X—XI века
| Название             | Дата                        | Страна или регион | Изображение | Примечания                                                 |
| -------------------- | --------------------------- | ----------------- | ----------- | ---------------------------------------------------------- |
| Сен-Северский беатус | 1047                        | Франция,Сен-Север |             | Французский беатус 1047 года                               |
| Жиронский беатус     | около 975                   | Испания, Жирона   |             | Одна из самых ранних рукописей «Толкования на Апокалипсис» |
| Беатус Моргана       | около 960                   | Испания           |             |                                                            |
| Эскориальский беатус | 950—955                     | Испания           |             |                                                            |
| Таварский беатус     | 968—970                     | Испания           |             |                                                            |
| Уржельский беатус    | ок. 975                     | Испания           |             |                                                            |
| Беатус Факундуса     | 1047                        | Испания           |             |                                                            |
| Беатус Фанло         | 1040-1060                   | Испания           |             | Утрачен                                                    |
| Беатус Осма          | 1086                        | Испания           |             | Содержит 186 страниц и 71 миниатюру                        |
| Силосский беатус     | 1091—1109                   | Испания           |             |                                                            |
| Беатус из Наварры    | конец XI — начало XII веков | Испания, Наварра  |             |                                                            |

### XII—XIII века
| Название             | Дата                           | Страна или регион            | Изображение | Примечания |
| -------------------- | ------------------------------ | ---------------------------- | ----------- | --- |
| Беатус Лорвао        | 1189                           | Португалия                   |             | |
| Туринский беатус     | около 1100                     | Италия                       |             | Точная копия Жиронского беатуса |
| Карденьский беатус   | 1175—1185 или начало XIII века | Испания                      |             | Основная часть манускрипта (135 листов) хранится в Национальном археологическом музее Мадрида,15 листов — в Метрополитен-музее в Нью-Йорке, 1,5 листа — в собрании Эредиа-Спинола (Мадрид), ещё 1 — в Епархиальном музее Жироны |
| Беатус из Арройо     | 1220                           | Италия, Сан-Андрес-де-Арройо |             | |
| Манчестерский беатус | конец XII — начало XIII веков  | Англия, Манчестер            |             | |